# Rituale romano
Il Rituale Romano (latino: Rituale Romanum), anticamente chiamato anche «Sacerdotale», è l’insieme di alcuni libri liturgici della Chiesa cattolica contenenti le disposizioni secondo le quali si celebra un rito (battesimo, matrimonio, esequie, ecc.). Esso, unitamente al Pontificale Romano costituisce il riferimento liturgico ufficiale della Chiesa romana e comprende sia le formule, sia le diverse parti di cui si compone ogni singolo rito, sia i gesti, i movimenti e i vari portamenti del celebrante da assumere secondo lo svolgimento del rito medesimo.

## Storia
Prima del Concilio di Trento ogni chiesa locale aveva un proprio rituale; dopo il Concilio di Trento il rituale romano promulgato da papa Paolo V con la costituzione Apostolicae sedis del 17 giugno 1614 fu adottato da molte diocesi. Il Rituale fu l'ultimo libro liturgico pubblicato dopo il Concilio di Trento. Tuttavia, a differenza del Messale, la sua adozione non era obbligatoria e molte diocesi conservarono i propri usi locali. Tra le fine del XVI secolo e per tutto il XVII secolo furono pubblicati Rituali diocesani particolari, ad esempio nel 1677 sia la diocesi di Alet sia l'arcidiocesi di Reims pubblicarono ciascuna il proprio rituale.
Il rituale ebbe successive edizioni con modifiche, ampliamenti e migliorie che furono disposte da Benedetto XIV (1752), da Pio IX (1872), da Leone XIII (1884), da Pio XI (1925) e da Pio XII (1952), queste due ultime basate sul Rituale di Paolo V. Il rituale romano, ora completato, è stato riformato a norma dei decreti del Concilio Ecumenico Vaticano II e promulgato nel corso degli anni dai pontefici Paolo VI, Giovanni Paolo II e Benedetto XVI.

### Rituale di Paolo V

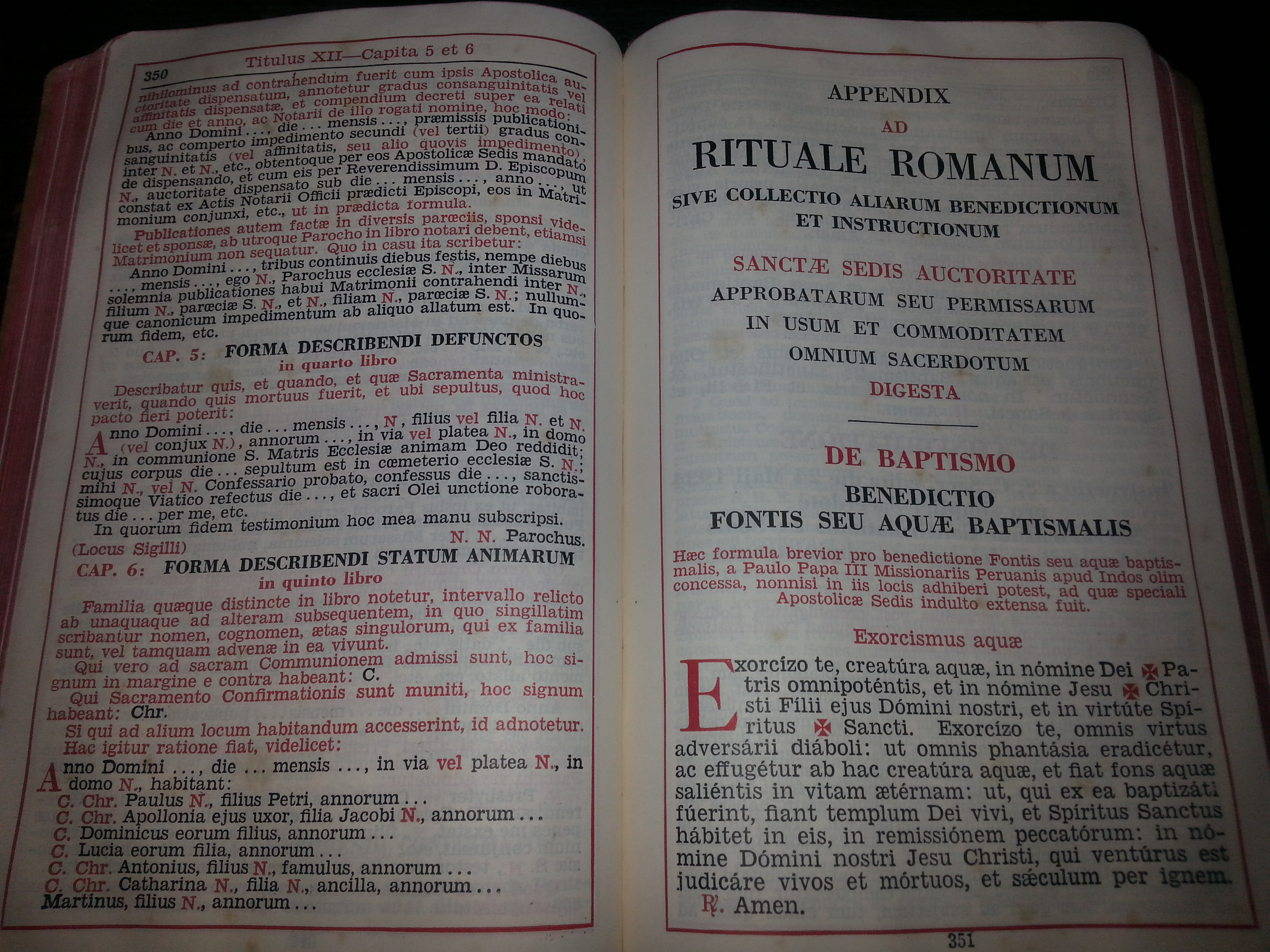
Rituale Romanum.

Il rituale di papa Paolo V nell'indice era così costituito:
Rituale Romanum Pauli V Pontificis Maximi Jussu Editum, Aliorumque Pontificum Cura recognitum. Atque ad normam Codicis Juris Canonici accommodatum. SSMI D. B. PII Papae XII auctoritate et auctum ordinatum. Editio I Juxta Typicam Vaticanam:
- I (caput unicum)
- II DE SACRAMENTO BAPTISMI (Sacramento del Battesimo)
- III DE SACRAMENTO CONFIRMATIONIS (Sacramento della Cresima)
- IV DE SACRAMENTO PÆNITENTIÆ (Sacramento della Penitenza)
- V DE SANCTISSIMO EUCHARISTIÆ SACRAMENTO (Sacramento dell'Eucaristia)
- VI DE SACRAMENTO EXTREMÆ UNCTIONIS (Sacramento dell'estrema unzione)
- VII DE EXSEQUIIS (Esequie dei defunti)
- VIII DE SACRAMENTO MATRIMONII (Sacramento del matrimonio)
- IX BENEDICTIONIBUS (Benedizionale)
- X PROCESSIONIBUS (circa le processioni)
- XI LITANIÆ APPROBATAE (Sulle litanie dei santi)
- XII DE EXORCIZANDIS OBSESSIS A DÆMONIO (sull'esorcismo e la possessione dal demonio)

### Elenco dei libri del Rituale Romano
Oggi, dopo la riforma liturgica seguita al Concilio Vaticano II, il Rituale è stato pubblicato in libri separati: ciascun rito ha il proprio libro liturgico. Esso è così costituito:
- Rito del Battesimo dei bambini[9]
- Rito della Penitenza[10]
- Rito della Confermazione
- Rito dell'unzione degli Infermi (Sacramento dell'Unzione e cura pastorale degli infermi)[11]
- Rito delle Esequie[12]
- Rito della professione religiosa
- Rito del Matrimonio (Sacramento del matrimonio)[13]
- Rito dell'iniziazione cristiana degli adulti[14]
- Rito dell'Eucaristia (o Rito della Comunione fuori della Messa e culto eucaristico)[15]
- Benedizionale[16]
- Rito degli esorcismi[17]